# Compresseur ionique
Un compresseur ionique ou  compresseur a liquides ioniques est un compresseur volumétrique alternatif à pistons liquides, destiné initialement à comprimer de l'hydrogène. Des pistons métalliques flottants, qui ne sont pas rattachés sur un embiellage traditionnel, sont mû par une énergie hydraulique. un liquide ionique recouvre ces pistons métalliques pour former un piston liquide, seul élément en contact avec l'hydrogène dans la partie basse des chambres de compression.
Les liquides ioniques utilisés sont des sels organiques avec un point de fusion inférieur à 100°C, sans pression de vapeur. L'hydrogène gazeux y est quasiment insoluble. Le liquide ionique incompressible peut donc assurer pleinement la compression du gaz (en l’occurrence l'hydrogène).
Les principales innovations de cette technologie récente portent sur le mode d'entraînement des pistons et le liquide ionique intercalé entre les pistons et le fluide à comprimer.
- Le principe de compression reste très semblable à celui des compresseurs à piston traditionnels : le volume du cylindre de compression est alternativement augmenté puis réduit par le mouvement alternatif des pistons. Le gaz y est aspiré puis comprimé grâce aux variations de volume et à l'action des clapets d'admission et de refoulement.
- Le mouvement alternatif des pistons est assuré grâce à la pression d'un circuit hydraulique, alternativement appliquée puis relâchée par l'intermédiaire de distributeurs ou d'une centrale hydraulique à plusieurs chambres de compression. Le piston remonte dans la chambre de compression lorsque la pression hydraulique est appliquée sur sa face inférieure, comprimant ainsi le gaz situé sur sa face supérieure. Lorsque la pression hydraulique est absente, la pression résiduelle du gaz suffirait à repousser le piston vers la bas, permettant ainsi l'admission du gaz.

## Contexte
L'hydrogène est envisagé, depuis le début du XXe siècle, comme une des possibilités de substitution aux carburants fossiles pour le secteur des transports. Une des difficultés rencontrées pour le déploiement de stations-service d'hydrogène est le stockage de cette énergie; de nombreuses recherches et/ou innovations sont en cours. Parmi les solutions techniques possibles: le remplissage à haute pression des réservoirs des véhicules (350 à 700 bar) à l'aide de compresseurs; mais les compresseurs à piston ou à membrane existants présentent des inconvénients techniques et financiers. Plusieurs Sociétés travaillent sur la résolution de ces inconvénients dans un contexte concurrentiel évident au regard des enjeux économiques. Les sources d'information sont parcellaires et sujettes à caution

## Le fabricant Linde
La société Linde dépose le brevet du compresseur ionique en 2007,. Elle semble en mars 2025 être la seule société à maîtriser le procédé et à assurer la production de ce type de compresseur. Environ 200 à 300 compresseurs sont en service dans le monde.
Les compresseurs ioniques IC de Linde sont des compresseurs poly-étagés à 5 étages de compression permettant d'atteindre 900 bar de pression finale sur une gamme de puissance de 90 à 370 kW
Parmi les avantages présentés par Linde, à considérer avec précaution car invérifiables par d'autres sources en 2025,
- Diminution du nombre de pièces en mouvement.
- Ce système serait plus efficace[14] de 20% à 40% en rendement spécifique[réf. nécessaire].
- températures basses proches d'une compression isotherme
- fréquences de maintenance réduites par 10

Ce mécanisme ne doit pas être confondu avec la pompe à ions, qui est une notion de biologie.